# 唐桥前站
唐桥前站（日语：／ Karahashi-mae eki */?）是位于滋贺县大津市鳥居川町，屬於京阪電氣鐵道石山坂本線的停留場。車站編號是OT02。

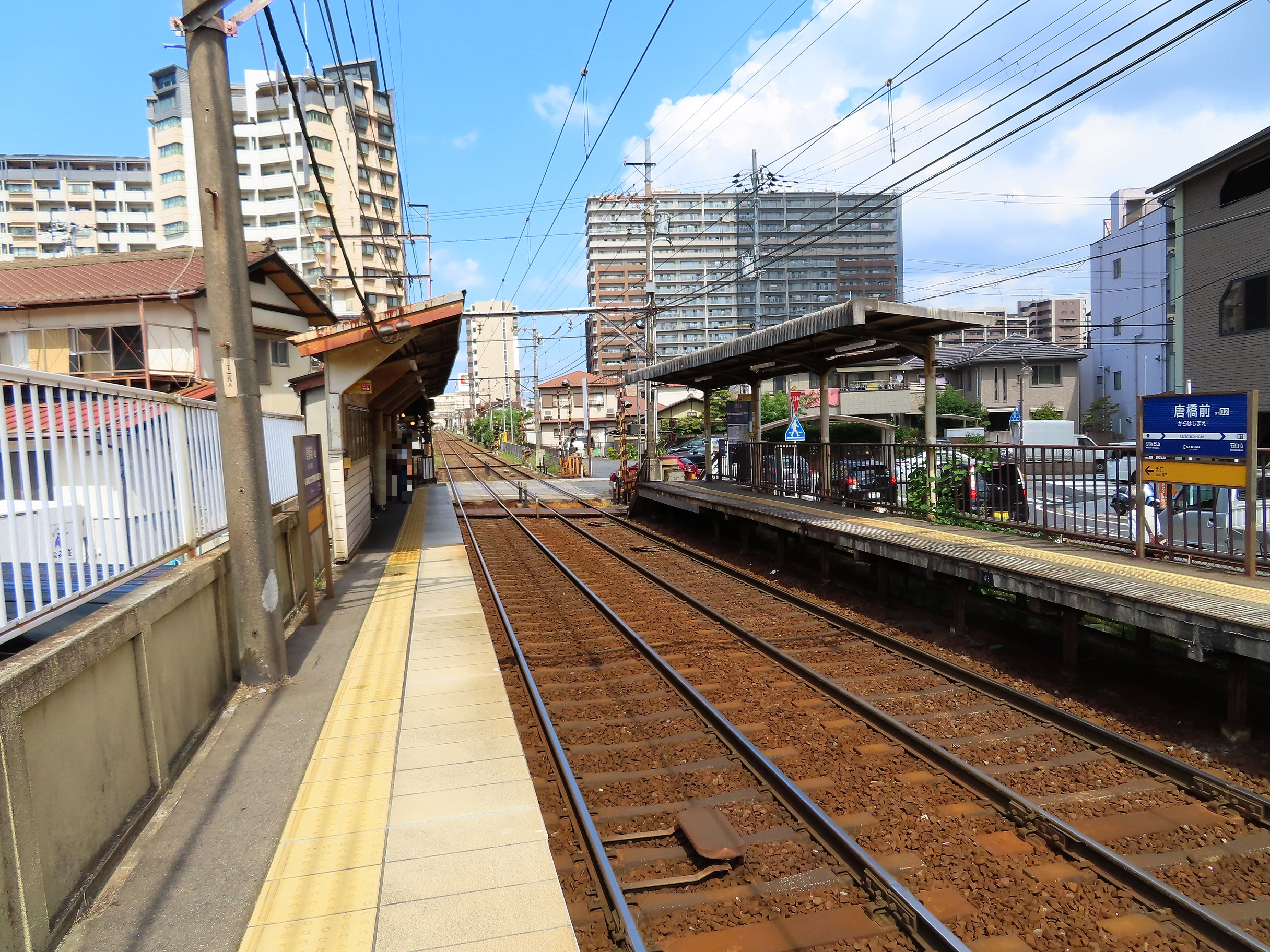
月台(2021年10月)

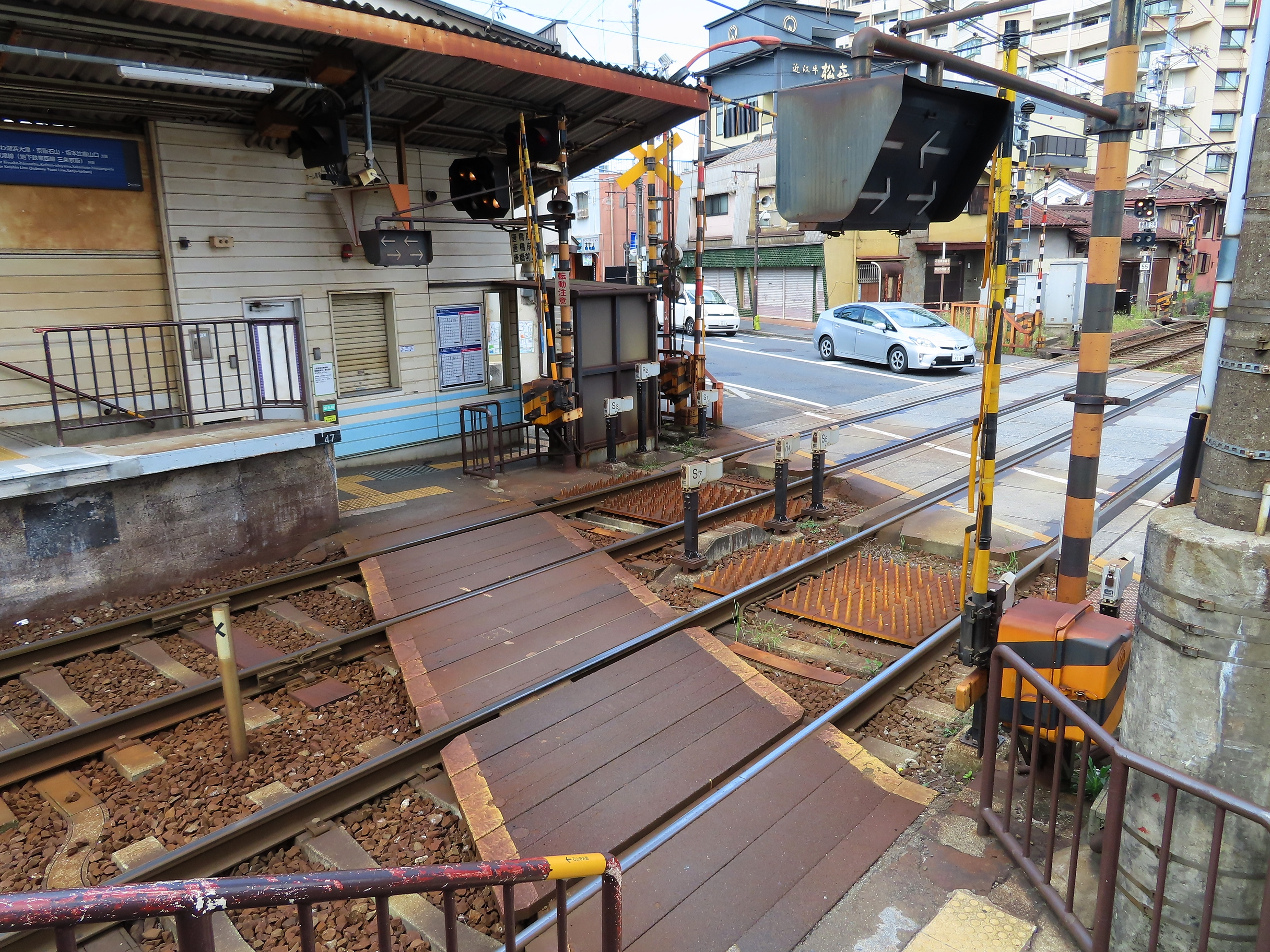
平交道(2021年10月)

## 历史
- 1914年（大正3年）
  - 1月17日：大津电车轨道石山站前（现京阪石山）－唐橋前间通车，同时本站开业。
  - 2月15日：由此站延長至螢谷（後來併入石山寺站），成為中途站。
  - 6月4日：萤谷－石山（现石山寺）之间延伸段开业。
- 1927年（昭和2年）1月21日：由于公司合并，本站成为琵琶湖铁道轮船的车站。
- 1929年（昭和4年）4月11日：由于公司合并，本站成为京阪电气铁道石山坂本线的车站。
- 1937年（昭和12年）3月1日：站址搬迁至距萤谷起点738米处。
- 1943年（昭和18年）10月1日：由于公司合并，本站成为京阪神急行电铁（现阪急电铁）的车站。
- 1945年（昭和20年）
  - 5月15日：停业。
  - 8月5日：重新开业。
- 1949年（昭和24年）12月1日：由于公司分离，本站再次成为京阪电气铁道的车站。
- 1966年（昭和41年）12月15日：上行月台改造工程完工。

## 車站結構
本站為對向式月台2面2線的地面車站。

### 月台配置
| 月台   | 路线        | 方向 | 目的地                                                                         |
| ------ | ----------- | ---- | ------------------------------------------------------------------------------ |
| 站舍側 | ▼石山坂本線 | 下行 | 京阪石山、琵琶湖濱大津、坂本比叡山口方向 ▲京津線（ 地下鐵東西線 三條京阪）方向 |
| 對側   | ▼石山坂本線 | 上行 | 石山寺方向                                                                     |

## 相邻车站
京阪电气铁道
石山坂本线
石山寺（OT01）－唐橋前（OT02）－京阪石山（OT03）

## 外部連結
- 唐橋前 - 京阪電氣鐵道